# 443 Photographica
443 Photographica је астероид главног астероидног појаса са пречником од приближно 26,68 km.
Афел астероида је на удаљености од 2,304 астрономских јединица (АЈ) од Сунца, а перихел на 2,126 АЈ.
Ексцентрицитет орбите износи 0,040, инклинација (нагиб) орбите у односу на раван еклиптике 4,233 степени, а орбитални период износи 1204,486 дана (3,297 године).
Апсолутна магнитуда астероида је 10,28 а геометријски албедо 0,191.
Астероид је откривен 17. фебруара 1899. године.